# Etronics
Die Etronics Corp. ist ein koreanischer Hersteller und Exporteur von Elektronikgeräten.

## Geschichte
Die Etronics Corp. wurde 1978 in Seoul, Südkorea unter dem Namen Shinbang Electronics als Hersteller von Elektronikgeräten gegründet.
1980 wurde der koreanische OEM Unterhaltungselektronikhersteller Inkel mit seiner Marke Sherwood übernommen.
1996 verschmolz das Unternehmen mit der Haitai Electronics Corp.
Im Januar 2001 wurde der Konzernname in Etronics geändert.
Der Konzern stellt an mittlerweile 14 Standorten in China, Korea und Vietnam unter anderem Audio Geräte für Philips, Harman/Kardon, Kenwood und Denon her.
Ebenso vertreibt der Konzern seine Produkte unter den Markennamen Sherwood und Inkel. Mittlerweile werden auch Telefone, Car-Hifi, Keyboards und Displays für Consumer und den professionellen Bereich sowie Haushaltsgeräte angeboten.